# Harrison Smith
Harrison Smith (* 2. Februar 1989 in Augusta, Georgia) ist ein US-amerikanischer American-Football-Spieler. Er spielt bei den Minnesota Vikings in der National Football League (NFL) als Strong Safety.

## College
Smith, der während der Highschool auch im Basketball und in der Leichtathletik herausragende Leistungen zeigte, bekam von mehreren Universitäten Sportstipendien angeboten.  Er entschied sich für die University of Notre Dame und spielte für deren Mannschaft, die Fighting Irish, erfolgreich College Football, wobei er eine Reihe von Schulrekorden aufstellen konnte.

## NFL
Beim NFL Draft 2012 wurde er in der 1. Runde als insgesamt 29. Spieler von den Minnesota Vikings ausgewählt. Bereits in seinem Rookiejahr konnte er überzeugen und lief in allen 16 Partien als Starter auf. Ihm gelangen 3 Interceptions, zwei davon konnte er sogar zu Touchdowns verwerten. 2013 konnte er verletzungsbedingt nur 8 Partien bestreiten und auch 2015 blieb ihm das Verletzungspech treu und er fiel für drei Spiele aus.
2016 erhielt er einen neuen Fünfjahresvertrag über 51,25 Millionen US-Dollar, 28,57 davon garantiert. Er mauserte sich zu einer bestimmenden Persönlichkeit in der Defense der Vikings. Für seine konstant guten Leistungen wurde er von 2015 bis 2019 jedes Jahr in den Pro Bowl berufen.
Am 29. August 2021 verlängerte er seinen Vertrag um vier Jahre im Gesamtvolumen von 64 Millionen US-Dollar, 26,38 Millionen US-Dollar davon garantiert. Im ersten Spiel der Saison 2021, in dem er als Starter auflief, gelang ihm beim 27:14-Sieg in Overtime gegen die Cincinnati Bengals bei einem Safety-Blitz, der eigentlich das Laufspiel stoppen sollte, ein Sack an Joe Burrow. Mit seinen Sacks an Aaron Rodgers in Woche 11 und Ben Roethlisberger in Woche 13 baute er den eigenen Franchise-Rekord an Sacks eines Defensive Backs weiter aus auf 16,5 Sacks. Seine 114 Tackles am Ende der Saison waren Karrierebestwert. Nach dieser Spielzeit wurde er erneut in den Pro Bowl gewählt.
Am ersten Spieltag der Saison 2022 gelang Smith zum zweiten Mal in seiner Karriere eine Interception nach einem Pass von Aaron Rodgers. Eine Woche darauf egalisierte er seinen Karrierebestwert von 13 Tackles in einem Spiel. In Woche 6 steuerte er in seinem 150. Karrierespiel eine Interception nach Passversuch von Teddy Bridgewater zum 24:16-Auswärtserfolg bei den Miami Dolphins bei. Auch in den beiden folgenden Partien gelang ihm jeweils eine Interception. Am Ende der Saison hatte Harrison Smith 5 Interceptions vorzuweisen. Damit hatte er zu diesem Zeitpunkt die meisten Interceptions aller aktiven NFL-Spieler erzielt.
Sein Stellenwert für die Defense der Minnesota Vikings wurde in der Saison 2023 durch die Tatsache untermauert, dass er zum vierten Mal in seiner Laufbahn zum Team Captain ernannt wurde. Er lief in 17 Regular-Season-Spielen als Starter auf und verzeichnete 93 Tackles, 3 Sacks, 3 abgewehrte Pässe und 3 erzwungene Fumbles.
2024 lief Smith in 16 Spielen als Starter auf und verpasste nur das Spiel gegen die Seattle Seahawks in Woche 16 verletzungsbedingt. In dieser Saison erzielte er 87 Tackles, 3 Interceptions, wehrte 10 Pässe ab und konnte einen Fumble erobern.
Am 12. März 2025 einigte Smith sich mit den Vikings auf einen neuen Zweijahresvertrag in Höhe von 10,25 Millionen US-Dollar mit einem Signing Bonus von 7 Millionen US-Dollar.